# Polydontomyia curvipes
Polydontomyia curvipes là một loài ruồi trong họ Ruồi giả ong (Syrphidae). Loài này được Wiedemann mô tả khoa học đầu tiên năm 1830. Polydontomyia curvipes phân bố ở miền Tân bắc